# Roy Aitken
Pour les articles homonymes, voir Aitken.
Roy Aitken, né le 24 novembre 1958 à Irvine (Écosse), est un footballeur écossais, qui évoluait au poste de milieu de terrain au Celtic de Glasgow et en équipe d'Écosse. 
Aitken a marqué un but lors de ses cinquante-sept sélections avec l'équipe d'Écosse entre 1980 et 1991. Il fait partie du Tableau d'honneur de l'équipe d'Écosse de football, où figurent les internationaux ayant reçu plus de 50 sélections pour l'Écosse, étant inclus en novembre 1989.

## Biographie
Évoluant au poste de milieu de terrain défensif, Aitken joue successivement au Celtic Glasgow, Newcastle, Saint Mirren, Aberdeen et Glentoran Belfast.
Il dispute deux coupes du monde avec l'équipe d'Écosse en 1986 et 1990. À la fin de sa carrière, il compte 57 sélections et 1 but.
Il devient ensuite entraîneur à Aberdeen, Leeds et Aston Villa.
Aitken est actuellement l'adjoint du sélectionneur de l'équipe d'Écosse, Alex McLeish.

## Carrière
- 1976-1990 : Celtic FC
- 1990-1991 : Newcastle United
- 1991-1992 : Saint Mirren
- 1992-1995 : Aberdeen FC

## Palmarès

### En équipe nationale
- 57 sélections et 1 but avec l'équipe d'Écosse de 1980 à 1991
- Participation à la Coupe du monde en 1986 (Premier Tour) et en 1990 (Premier Tour)

### Avec le Celtic de Glasgow
- Champion d'Écosse en 1977, 1979, 1981, 1982, 1986 et 1988.
- Vainqueur de la Coupe d'Écosse en 1977, 1980, 1985, 1988 et 1989
- Vainqueur de la Coupe de la Ligue écossaise en 1983